# Stadtschlaining
Stadtschlaining est une commune autrichienne du district d'Oberwart dans le Burgenland.

## Éducation
- European Peace University